# Mandarin Restaurant
Mandarin Restaurant Franchise Corporation est une chaîne de buffet à volonté sino-canadiens. Elle a été fondée en 1979 et a actuellement son siège à Brampton, en Ontario. La chaîne comprend des restaurants sous licence dans tout le sud de l'Ontario, qui proposent plus de 100 buffets chinois, des plats à emporter et à livrer, ainsi que des commandes à la carte.

## Histoire
Mandarin Restaurant a été fondé par James Chiu, George Chiu, K. C. Chang et Diana Chiu, qui avaient tous une longue expérience de la restauration à Montréal et à New York. Ensemble, ils ont déménagé en Ontario, au Canada, en 1979 et ont acheté un petit restaurant au décor sino-canadien. Le restaurant s'appelait simplement « Mandarin » et était alors situé sur Queen Street à Brampton, en Ontario. Au moment de l'achat, le Mandarin ne fonctionnait que comme un petit restaurant à la carte. Le restaurant a ensuite été agrandi pour atteindre trois fois sa taille initiale.
En 1987, Mandarin commence à franchiser en permettant à ses employés existants de devenir des partenaires de franchise. Pour devenir franchisé, un candidat doit avoir travaillé pendant au moins un an dans l'un des restaurants de la société et avoir obtenu un diplôme du programme d'apprentissage de la gestion au siège de la société. Chaque restaurant emploie environ 100 personnes, ce qui fait de Mandarin un employeur pour bien plus de 2 500 personnes en Ontario.
À l'occasion de son 35e anniversaire, Mandarin invite tous les citoyens canadiens à un buffet gratuit gratuit dans n'importe lequel de ses restaurants le 1er juillet 2014, jour de la fête du Canada,, ; cette initiative a été répétée pour son 40e anniversaire le 1er juillet 2019.
En raison de la pandémie de Covid-19 en 2020, les établissements Mandarin qui ont rouvert leurs portes ont adopté une approche à la carte similaire à celle des dimsum.

## Engagement communautaire

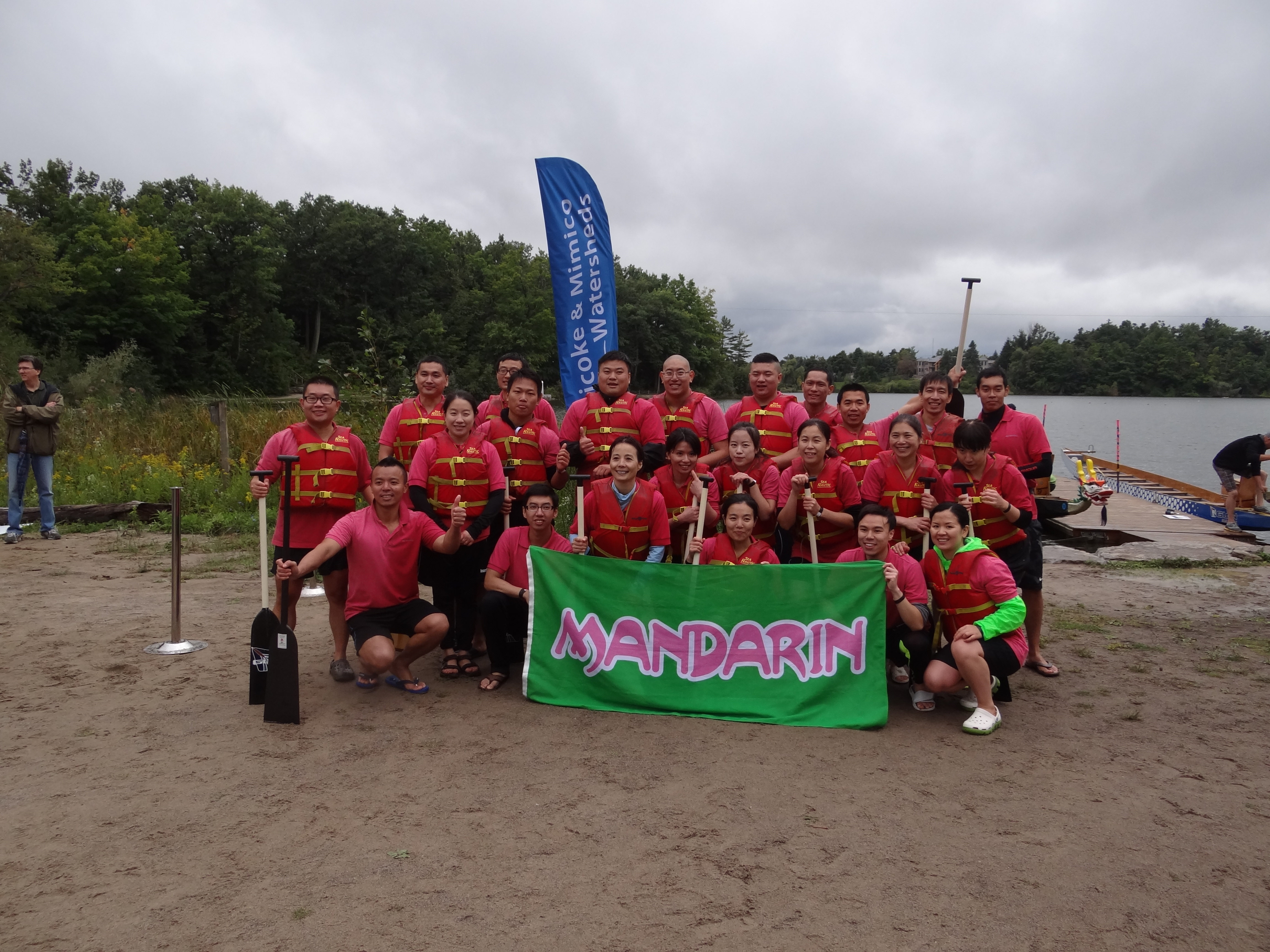
La Team Mandarin au Heart Lake Dragon Boat Festival de Toronto en 2014

Au fil des ans, Mandarin s'est impliqué dans diverses organisations de soins de santé et groupes caritatifs de la communauté.
Mandarin est devenu un partenaire majeur de la Multiple Sclerosis (MS) Society (Société de la sclérose en plaques) en 2013. En conséquence, la MS Walk a été renommée MS Mandarin Walk. En 2019, on compte plus de 50 Mandarin à travers l'Ontario qui ont recueilli plus d'un million de dollars pour soutenir la recherche et le soutien communautaire. Toujours en 2013, Mandarin devient commanditaire majeur des pandas géants et du programme d'élevage de conservation des pandas géants au Zoo de Toronto. En plus de ce parrainage pour une durée de 5 ans, le tout premier kiosque Mandarin Express a été ouvert, offrant des plats sélectionnés en mandarin servis aux invités du zoo.
Mandarin est également un leader communautaire dans la promotion des valeurs de l'éducation par le biais de son programme de bourses d'études Mandarin qui soutient directement les étudiants de niveau post-secondaire à travers l'Ontario. Ces écoles comprennent : George Brown College, Humber College, Niagara College, Ryerson University, University of Guelph, Algonquin College, Fanshawe College, Georgian College, et Seneca College.
Mandarin a été présenté dans la 4e saison (épisode 6) de Undercover Boss Canada le 24 octobre 2013.
L'entreprise s'est engagée à verser un million de dollars en 2007 pour soutenir l'expansion des immobilisations du Schulich Heart Centre au Sunnybrook Health Sciences Centre.